# Romneya coulteri
Romneya coulteri Harv. – gatunek rośliny z rodziny makowatych (Papaveraceae Juss.). Występuje naturalnie w Stanach Zjednoczonych – w południowo-zachodniej Kalifornii. Ponadto został naturalizowany w Australii i Nowej Zelandii. 

## Morfologia

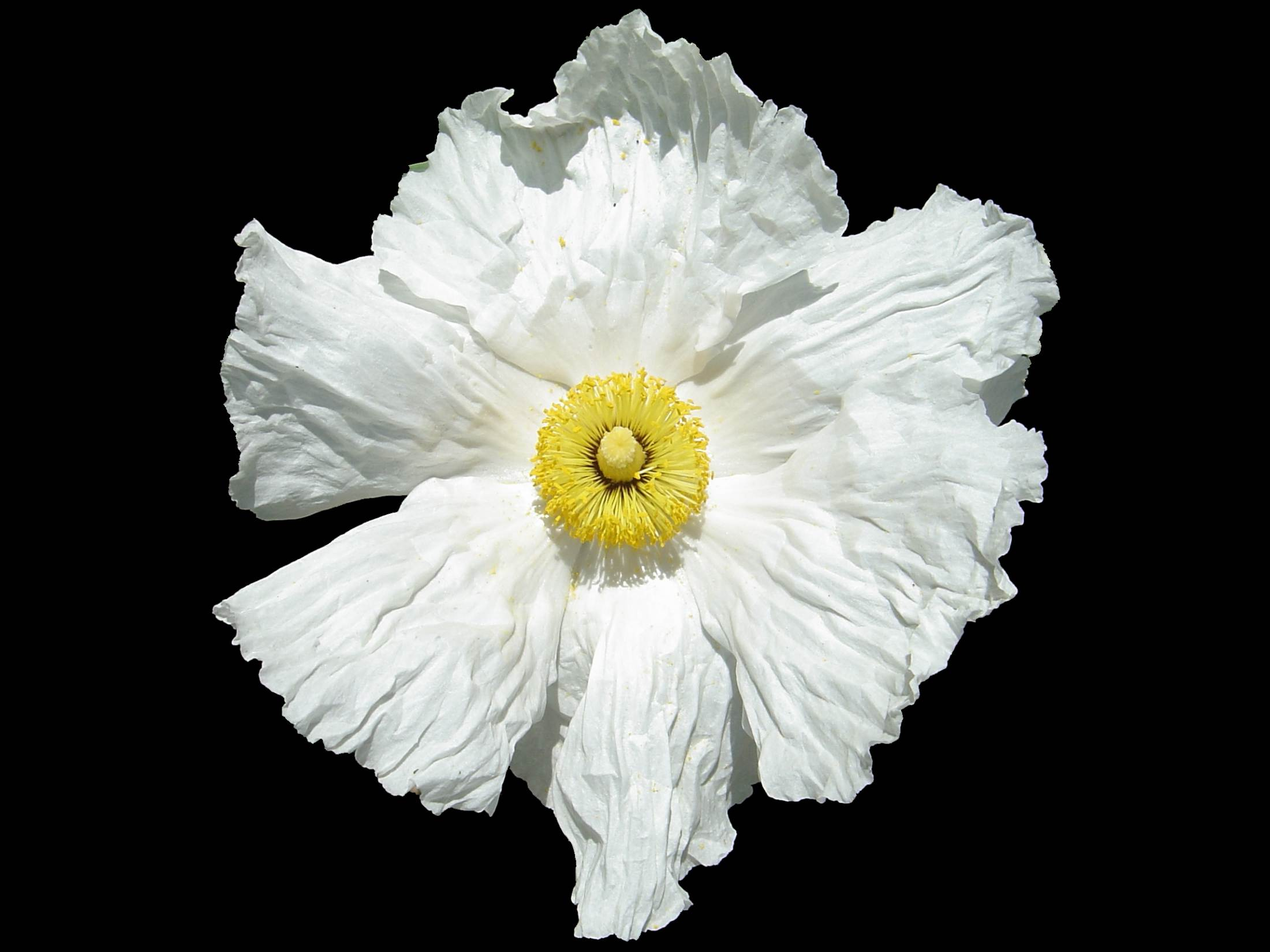
Kwiat

PokrójZimozielony krzew lub półkrzew dorastający do 1–2,5 m wysokości.
LiściePierzasto-klapowane, złożone z 5–7 ząbkowanych klapek. Mierzą 5–20 cm długości.
KwiatySą pojedyncze. Młode działki kielicha są z wyraźnym dziobem na wierzchołku, nagie. Płatki mają odwrotnie jajowaty kształt i białą barwę, osiągają do 6–10 mm długości. Kwiaty mają żółte pręcików i zalążnię o kształcie od podłużnego do jajowatego.
OwoceTorebki o kształcie od podłużnego do jajowatego. Osiągają 3–4 cm długości.

## Biologia i ekologia
Rośnie na otwartych suchych obszarach i w kanionach. Występuje na wysokości do 1200 m n.p.m. Kwitnie od kwietnia do sierpnia.